# Marta Hellmuthová
Marta Hellmuthová (6. března 1917 Kutná Hora, Rakousko-Uhersko – 24. července 1988) byla středoškolská učitelka, autorka článků o finské literatuře a kultuře a především překladatelka z finštiny.

## Životopis

### Mládí
Marta se narodila 6. března 1917 v Kutné Hoře. S matkou Hermínou Havlůjovou, která byla profesorkou matematiky, fyziky a francouzštiny, se často stěhovala. V Bratislavě Marta chodila do obecné školy i na gymnázium. Po maturitě v roce 1935 pokračovala na bratislavské filozofické fakultě. Poslední semestr filozofické fakulty dokončila v Praze. Byla nadaná na jazyky, ovládala latinu, francouzštinu, němčinu, angličtinu i ruštinu. Chodila na hodiny arabštiny a v dětství poznala také maďarštinu.
Po uzavření vysokých škol, Marta Havlůjová učila český a německý jazyk na gymnáziu v Praze-Libni i na měšťanských školách. V roce 1943 se provdala za spisovatele Vladimíra Hellmutha-Braunera, diplomata a publicistu. Od té doby byla v domácnosti. Zabývala se zpracováním korespondence Marie Kalašové a Jaroslava Vrchlického. V roce 1945 napsala článek o Eduardu Albertovi do monotematického čísla Českého bibliofila, věnovaného Jaroslavu Vrchlickému.

### Káhira
V letech 1947–1951 působil manžel Marty Hellmuthové v Káhiře jako první tajemník československého velvyslanectví a jako zástupce velvyslance (chargé d'affaires). Manželka mu pomáhala s administrativní prací na velvyslanectví, ale také poznávala místní kulturu a literaturu. V roce 1969 se k ní vrátila, když pro časopis Obroda (22. číslo) připravila texty egyptského básníka a prozaika Ahmeda Rassima. Přeložila také hru Ve znamení Kleopatry Taufíka al Hakíma (nedatovaný strojopis překladu je uložen v Knihovně Divadelního ústavu).
Při pobytu v Káhiře se manželé Hellmuthovi spřátelili s rodinou spisovatele Táhy Husajna a Marta si dlouhá léta dopisovala se Suzanne Táhá Husajnovou. Ta na ni vzpomínala ve své knize z roku 2011, vydané v Paříži – Avec toi. De la France à l'Égypte. “Un extraordinaire amour”.

### Waltari a Egypťan Sinuhet
Finský spisovatel Mika Waltari napsal historický román Egypťan Sinuhet v roce 1945. Román byl překládán a získal světovou proslulost, ale český překlad byl publikován až za dvacet let, v roce 1965. Za svého pobytu v Káhiře se Marta Hellmuthová seznámila s francouzským překladem románu. Spisovatel Waltari souhlasil, aby francouzský překlad Sinuheta přeložila do češtiny. Při porovnávání originálu a překladu zjistila, že některé pasáže byly z originálu vypuštěny. Začala se učit finsky, aby mohla román přeložit z originálu.
V první polovině padesátých let vyšly česky první Waltariho překlady. Psychologickou novelu Cizinec přichází (překlad – 1939 Ivan Loskot) a detektivní romány Kdo zavraždil paní Krollovou? nebo Záhada Rygsecků (přeložila v roce 1946 Milada Krausová-Lesná) označila „kulturní politika režimu“ v 50. letech jako nepřátelskou, závadnou a nežádoucí literaturu. Překlady se dostaly na cenzurní seznam.
Marta Hellmuthová se finsky naučila jako samouk. Její rozhodnutí překládat Egypťana Sinuheta podpořil i fakt, že se jednalo o historický román, který nebyl považován za „nebezpečný a problematický“. Na podzim v roce 1955 navštívila finský zastupitelský úřad v Praze. Využila svých diplomatických známostí a podařilo se jí písemně spojit s Waltarim, který jí dal svolení k překladu. Osobně se Marta Hellmuthová setkala s Mikem Waltarim až po sedmnáctileté korespondenci. Prostřednictvím finského velvyslanectví získala v září 1956 také knihu gramatiky finského jazyka sice v němčině, ale i tak se její překladatelská práce na románu urychlila. Finský velvyslanec poskytl Martě Hellmuthové k přeložení také divadelní hry Aleksise Kiviho Ševci z Nummi a Lea z knihovny velvyslanectví a díky spolupráci s Finskou unií divadelních organizací (Suomen Teatterijärjestöjen Keskusliitto), získala Marta Hellmuthová zdarma od nakladatelů celkem deset svazků finských her. Přeloženy však v 50. letech nebyly.
Po návratu z Egypta v roce 1951 se manželům narodila dcera Kateřina.

### Perzekuce a vězení
Hellmuthovi byli vyšetřováni Státní bezpečností. Z politických důvodů byl manžel Marty Hellmuthové, po krátké době na ministerstvu zahraničních věcí, propuštěn a pracoval v dělnických profesích. Od června 1952 pracoval v Památníku národního písemnictví (v té době Památník národní kultury) jako lektor a od roku 1955 jako odborný pracovník. Marta Hellmuthová koncem roku 1953 působila jako tlumočnice na afghánském velvyslanectví v Praze, krátce pracovala v knihovně Národopisného muzea. V roce 1955 byla cizojazyčnou korespondentkou v podniku zahraničního obchodu Skloexport.
Již v Káhiře byl Vladimír Hellmuth, podle vyšetřovatelů, v kontaktu s československými občany v emigraci. Konkrétně s diplomatem Jiřím F. Brotanem, manželem Martiny sestry Zory. Marta Hellmuthová se bránila, že korespondence s Brotanovými byla soukromá a rodinná. Manželé Brotanovi, žijící ve Švýcarsku a následně v USA, je finančně i materiálně podporovali. Neexistují důkazy, že byl Jiří F. Brotan spolupracovníkem respektive agentem StB.
V dubnu 1957 nakladatelství Naše vojsko uzavřelo smlouvu s Martou Hellmuthovou na překlad Egypťana Sinuheta. Ale 26. srpna 1957 byla vzata do vyšetřovací vazby. Tehdy již pracovala na překladu Egypťana Sinuheta. Chtěla dodržet smluvní závazky vůči nakladatelství Naše vojsko a proto požádala, aby její otec dostal veškerou dokumentaci, týkající se překladu. Překlad prvního dílu byl předán nakladatelství 1. července. Druhý díl měla odevzdat 1. září 1957, byla ale zatčena.
Rozsudkem Krajského soudu v Praze z 28. prosince 1957, byla odsouzena k trestu odnětí svobody pro trestný čin pomáhání k trestnému činu vyzvědačství. Odvolání jí bylo zamítnuto a k výkonu trestu nastoupila v květnu 1958 do pardubické ženské věznice (Nápravně pracovní tábor č. 1, Pardubice), kde pracovala většinou jako šička. Na přelomu roku 1958 až do dubna 1959 se podle dochovaných záznamů věnovala překladu. Marta Helmuthová patřila do skupiny vzdělaných žen, které si kulturní deprivaci ve vězení, nahrazovaly např. ilegální přednáškovou činností. V rámci amnestie 10. května 1960 byli Marta i její muž propuštěni.

### 60. léta a zrušení rozsudku
Po návratu z vězení bydleli Hellmuthovi u rodičů, na hradě Křivoklát. Marta Hellmuthová za podpory přítelkyně, komenioložky Dagmar Čapkové získala externí práci pro Pedagogický ústav J. A. Komenského. Zabývala se překladatelskou činností z angličtiny, francouzštiny, němčiny a ruštiny. Účastnila se mezinárodní komeniologické konference v roce 1967 a československo-italské komeniologické konference v Římě v roce 1970. Pracovala také na přípravách pražské mezinárodní komeniologické konference, která se konala v září 1967 v Praze.
Zvláštní senát Krajského soudu v Praze dne 24. června 1969 zprostil oba manžele, publicistu v oboru literatury a bývalého pracovníka ministerstva zahraničí a překladatelku finské literatury, obžaloby z roku 1957, která je vinila z trestných činů vyzvědačství a z pomoci k trestnému činu vyzvědačství. Byl jim zrušen celý rozsudek krajského i Nejvyššího soudu. Plně rehabilitováni byli až v roce 1992. Koncem šedesátých let Marta Helmuthová i její manžel začali přispívat do novin, např. Lidové demokracie a časopisu Obroda. Podepsali výzvu Dva tisíce slov.

### Překladatelka
Po návratu z vězení chtěla Marta Hellmuthová pokračovat v překládání z finštiny. V roce 1960 napsala osobní dopis manželce finského prezidenta Sylvi Kekkonenové, kterou žádala o svolení k překladu její knihy Amalia. V dopise se zmínila o překladech dvou Waltariho komedií a svěřila se s plánem přeložit i další díla tohoto spisovatele. Silvi Kekkonenová reagovala krátce, překladatelka se má obrátit na nakladatelství Otava, které ji zastupuje.
Jako politicky vězněná a překladatelka – samouk měla ztíženou pozici mezi překladateli z akademického prostředí, svou roli zde sehrály snad i genderové důvody. Po návratu z vězení, bylo prvním překladatelským počinem Marty Hellmuthové časopisecké převyprávění finské pohádky.
Překlad románu Egypťan Sinuhet s podtitulem Patnáct knih ze života lékaře byl vydán ve dvou dílech roku 1965 nakladatelstvím Lidová demokracie (později Vyšehrad). V té době toto Waltariho dílo bylo již přeloženo do 23 jazyků ve 31 zemích.
Místo dalších slov o kvalitě a oblibě překladu lze použít citát spisovatelky a překladatelky Markéty Hejkalové:
| „ | Všichni milují Egypťana Sinuheta. Vlastně ani nevím, čím to je, možná tím, že ho Marta Hellmuthová přeložila dobře a v pravý čas – v šedesátých letech minulého století. | “ |

Ve stejném nakladatelství, po roce 1968, vyšel román v dalších vydáních (1969, 1978, 1984 a 1985). Šesté vydání vyšlo v nakladatelství Odeon v roce 1989. Do roku 2021 je evidováno celkem 18 vydání.
Marta Hellmuthová do češtiny přeložila další Waltariho díla:
- 1972 – dramatický příběh Tajemný Etrusk,
- 1974 – historický román Jeho království,
- 1976 – divadelní hry Čarodějka, Vlastní pramen a román Čtyři západy slunce,
- 1981 – knihu tří povídek Pařížská kravata, Fine van Brooklyn a Živá voda věčnosti,
- 1983 – divadelní hra Dveře do tmy.

Později překládala kromě děl M. Waltariho také další finské autory, většinou časopisecky. Psala fejetony a sloupky o finské literatuře a kultuře, s důrazem na severské tradice a zvyky, do novin a časopisů. Do její tvorby patří i překlady divadelních her např. Larniho Martti (Čtvrtý obratel – 1967) nebo Pennanenové Eily (Girlanda z růží – 1976).
Roku 1978 uvedla Lyra Pragensis v režii Josefa Protivy literární večer Egypťan Sinuhet. V roce 2020 vyšla audiokniha ve vydavatelství OneHotBook, kterou namluvil herec a dabér Lukáš Hlavica. Existují také zvukové knihy Egypťana Sinuheta pro nevidomé, vydané v letech1968, 2005 a 2011.

### Cesty do Finska
V červnu 1973 odletěla Marta Hellmuthová na dvoutýdenní návštěvu do Finska. Setkala se se spisovatelkou Sylvi Kekkonenovou a osobně se seznámila s M. Waltarim a jeho manželkou. V roce 1974 napsala o finském spisovateli medailon do časopisu. Stala se přítelkyní rodiny Waltari. Kromě knihy o vývoji finské prózy plánovala napsat i Waltariho biografii.
Finsko navštívila ještě několikrát. Na delší pracovní pobyt odjela v polovině roku 1975, zúčastnila se také mezinárodního sympozia spisovatelů na zámečku Mukkula v Lahti.
Marta Hellmuthová vedle vlastních překladů z finštiny spolupracovala na finském vydání Babičky Boženy Němcové z roku 1978 s překladatelkou Annou-Liise Laineovou.
V osmdesátých letech začala být překladatelka Marta Hellmuthová oficiálně doceňována, sice dříve ve Finsku a poté i v Československu. Na podzim roku 1981 odjela do Finska s delegací československých spisovatelských svazů a při této příležitosti dostala od generální tajemnice Svazu finských spisovatelů (Pirkko) medaili za vynikající překlady děl Miky Waltariho a šíření finské kultury.

### Rodinná historie
Ve Finsku získala také další kontakty. Např. se seznámila s knihovnicí Inkou Müllerovou, kterou zajímalo téma přátelství Zdenky Braunerové a finsko-švédské malířky Helene Schjerfbeckové. Později Marta Helmuthová přiblížila život a dílo malířky v samostatném článku s názvem Umělkyně Severu.
Manžele Hellmuthovi ovlivnila při jejich tvorbě také příslušnost Vladimíra Hellmutha-Braunera k rodině malířky Zdenky Braunerové. V šedesátých letech pracovali na edičním zpracování rozsáhlé korespondence sester Zdenky Braunerové a Anny Bourgesové. Tato korespondence nebyla nikdy vydána. Později se podíleli na spolupráci se spisovatelem Františkem Kožíkem, který o Zdence Braunerové napsal dvojdílný životopisný román.

### Ocenění
V prosinci roku 1985 získala překladatelka od jubilejního výboru, ke 150. výročí uveřejnění finského národního eposu Kalevala, bronzovou medaili za zásluhy o propagaci finské kultury. Dne 29. října 1986, v rámci udílení výročních cen nakladatelství Vyšehrad za rok 1985 jí byla udělena cena a odměna 3000 korun za propagaci finské literatury, především díla Mika Waltariho.
Marta Hellmuthová zemřela 24. července 1988. Byla pohřbena i s manželem v hrobce Braunerů na Vyšehradě.